# Sosialistisk Ungdom
Sosialistisk Ungdom är ungdomsförbundet till norska Sosialistisk Venstreparti. SU är socialister och feminister och kämpar för ett samhälle fritt från klasskillnader och könsmaktsordning. 
Sosialistisk Ungdom har ett nära samarbete med svenska Ung Vänster och är medlemmar i Socialistisk Ungdom i Norden.